# Loxocarya albipes
Loxocarya albipes är en gräsväxtart som beskrevs av John S. Pate och Kathy A. Meney. Loxocarya albipes ingår i släktet Loxocarya och familjen Restionaceae. Inga underarter finns listade i Catalogue of Life.